# Martin Pechlát
Martin Pechlát, né le 30 octobre 1974 à Prague (Tchécoslovaquie), est un acteur tchèque.

## Biographie
Martin Pechlá est admis au département de théâtre alternatif et de marionnettes au Faculté de théâtre de l'Académie des arts du spectacle (DAMU) de Prague, où il obtient son diplôme en 2005.
Il rejoint le Théâtre de Chambre de Prague, basé au Divadlo komedie, où il reste jusqu'à sa disparition en 2012. Il y créé un plusieurs rôles exceptionnels et de personnages différents, tels qu'un avocat dans Le Procès de Franz Kafka ou un porte-parole dans Outrage au public (Publikumsbeschimpfung) de Peter Handke.
Il reçoit le Prix Alfréd-Radok du meilleur acteur et le prix Thalia en 2009 pour son interprétation de Goebbels dans Goebbels/Baarová. Deux ans plus tard, il remporte à nouveau le prix Alfred Radok pour le rôle d'Andreas Karták dans la pièce Legenda o sv. pijanovi. En 2011, il joue M. Müller dans la pièce de Rainer Werner Fassbinder, L'Ordure, la ville et la mort  et il reprend ce rôle dans l'adaptation cinématographique du même nom réalisée par Jan Hřebejk.
Pendant la saison théâtrale 2012–2013, il rejoint le Théâtre national. En plus du théâtre, il apparaît également fréquemment dans des séries télévisées et dans des films.

## Filmographie partielle

### Au cinéma
- 2007 : Les Bouteilles consignées (Vratné lahve) de Jan Svěrák
- 2015 : Family Film (Rodinny film) d'Olmo Omerzu
- 2016 : Moi, Olga Hepnarová (Já, Olga Hepnarová) de Petr Kazda et Tomás Weinreb :
- 2018 : Winter Flies (Všechno bude) d'Olmo Omerzu
- 2021 : Bird Atlas (Atlas ptáků) d'Olmo Omerzu  : Martin

### À la télévision
- 2017 : Marie-Thérèse d'Autriche (série télévisée)
- 2019 : Géométrie de la mort (Zasada przyjemności, « Principe de plaisir », série télévisée)
- 2019 : La Règle du jeu : Rostislav Valenta (série télévisée)